# Vijay Kumar (Sportschütze)
Vijay Kumar (Hindi विजय कुमार; * 19. August 1985 in Hamirpur) ist ein ehemaliger indischer Sportschütze.

## Erfolge
Vijay Kumar nahm an den Olympischen Spielen 2012 in London in zwei Disziplinen teil. Mit der Luftpistole verpasste er die Qualifikation für das Finale deutlich, mit 570 Punkten blieb er 13 Punkte hinter der für die Qualifikation notwendigen Punktzahl und belegte den 31. Platz. Im Wettbewerb mit der Schnellfeuerpistole zog er mit 585 Punkten als Viertplatzierter der Qualifikations ins Finale ein. In diesem mussten fünf Schüsse in acht Serien abgegeben werden, wobei ab der vierten Serie der Schütze mit der geringsten Gesamtpunktzahl ausschied. Kumar behauptete sich bis zur letzten Runde, in der nur noch er und Leuris Pupo übrig geblieben waren. Kumar hatte zwei Punkte Rückstand auf Pupo und traf in der letzten Serie auch nur zwei Mal, sodass Pupo mit vier eigenen Treffern den Vorsprung noch ausbaute und Olympiasieger wurde. Kumar gewann damit vor dem drittplatzierten Ding Feng die Silbermedaille.
Kumar blieb zwar ohne Medaillengewinn bei Weltmeisterschaften, war aber auf kontinentaler Ebene sehr erfolgreich. Nachdem er zunächst 2007 in Kuwait in der Einzelkonkurrenz mit der Großkaliberpistole den zweiten Platz bei den Asienmeisterschaften belegt hatte, wurde er 2012 in Doha im Einzel mit der Standardpistole Asienmeister. Bei Asienspielen sicherte er sich 2006 in Doha mit der Schnellfeuerpistole in der Einzelkonkurrenz die Bronzemedaille, während er mit der Großkaliberpistole im Mannschaftswettbewerb Gold gewann. 2010 in Guangzhou belegte er sowohl mit der Luftpistole als auch mit der Großkaliberpistole im Einzel den dritten Platz und gewann damit Bronze. Seine letzte Medaille bei Asienspielen war die Silbermedaille, die er 2014 in Incheon mit der Mannschaft in der Disziplin Großkaliberpistole gewann. Auch bei den Commonwealth Games gewann Kumar mehrere Medaillen. 2006 sicherte er sich in Melbourne sowohl in der Einzel- als auch in der Paarkonkurrenz mit der Schnellfeuerpistole die Goldmedaille. Bei den Commonwealth Games 2010 in Neu-Delhi wiederholte er diesen Erfolg mit dem erneuten Gewinn beider Konkurrenzen. Darüber hinaus gewann er auch Gold mit der Großkaliberpistole im Paarwettbewerb, während er den Einzelwettkampf auf dem zweiten Rang hinter seinem Partner aus dem Paarwettbewerb, Harpreet Singh, abschloss.
Kumar diente von 2001 bis 2017 im Indischen Heer und bekleidete bis zu seinem Ausscheiden aus dem aktiven Dienst den Rang eines Subedar-majors. Im Jahr 2019 begann er bei der Polizei zu arbeiten. Für seine sportlichen Erfolge erhielt er unter anderem den Arjuna Award, den Padma Shri und den Rajiv Gandhi Khel Ratna.